# تسرووا (گورنگی میلانوواتس)
تسرووا (به صربی: Cerova) یک روستا در صربستان است که در ناحیه موراویتسا واقع شده‌است. تسرووا ۱۱۲ نفر جمعیت دارد.